# Catharina Maria Roos af Hjelmsäter
Catharina Maria (Catherine-Marie) Roos af Hjelmsäter, född 1 december 1786 i Hjälleskate, Millesviks socken, Värmland, död 9 april 1865 i Kristinehamn, var en svensk miniatyrmålare.
Hon var dotter till ryttmästaren Carl Adam Roos af Hjelmsäter och Sofia Gustava Bratt, gift 1814 med prästen Magnus Lagerlöf (1778–1844) och syster till Leonard Roos af Hjelmsäter samt brorsdotter till miniatyrmålaren Emanuel Roos af Hjelmsäter.
Roos af Hjelmsäter är representerad vid Nationalmuseum i Stockholm med ett miniatyrporträtt av Karl XIV Johan samt ett porträtt av sin fader och ett porträtt av Sara Catharina Hjerpe (född Zettervall) som ursprungligen kommer från den Wicanderska miniatyrsamlingen.
Hon var troligen elev till Jakob Axel Gillberg.